# Un pez, dos peces, pez rojo, pez azul
Un pez, dos peces, pez rojo, pez azul es un libro infantil escrito en 1960 por Dr. Seuss. Un libro de rimas sencillas para los lectores principiantes.

## Reseña
La trama de rueda sobre un chico y una chica, y las muchas criaturas increíbles que tienen como amigos y mascotas.

## Audiolibro
Rik Mayall narro la historia como parte de un audiolibro editado por HarperCollins que también incluía las siguientes historias:
- El Lorax
- Alfabeto con Dr. Seuss del ABC
- ¡Cómo El Grinch robó la Navidad!

En el 2007, se realizó una encuesta vía Internet y se nombró a "Un pez, dos peces, pez rojo, pez azul" como uno de los libros en el "Top 100 de libros para maestros".

## Repercusiones
- Un anuncio de Fedora Core contiene la frase "Un bug, dos bugs, Tar bugs, Su bugs."

- Un artículo sobre la técnica científica Hibridación fluorescente in situ (F.I.S.H. en sus siglas en inglés) fue titulado "Un FISH, dos FISH, FISH rojo, FISH azul." dado que fish en inglés significa pez[2]

- Un libro titulado "Un padre, dos padres, padre marrón, padres azules" fue publicado en el año 2004

- Un episodio de los Pokémon se titula "Un equipo, dos equipos, equipo rojo, equipo azul".

- Un artículo publicado en el número de mayo de 2005 de la revista  National Geographic que trata sobre el color de los arrecifes de coral se titula "Un pez, dos peces, pez rojo, pez azul, ¿Por qué son tan coloridos arrecifes de coral?"

- Un episodio de la temporada 2 de Los Simpson se titula One Fish, Two Fish, Blowfish, Bluefish.

- "Un pez, dos peces, cangrejo, anchoa: el libro de cocina de pesca sostenible del Smithsonian" es un libro de cocina con recetas específicamente escogidas por su sostenibilidad.

- Un episodio de la temporada 6 de la serie Entourage se titula "Un auto, dos autos, auto rojo, auto azul."

- En la película Imagine That, Evan Danielson (Eddie Murphy) dice la frase "Un cielo, dos cielos, cielo rojo, cielo azul".

- En un episodio de la serie FlashForward, el personaje Dyson Frost menciona el libro al hablarle a Charlie Benford (Lennon Wynn).

- La tira cómica Cianuro y Felicidad[3] contiene una referencia paródica.

- El libro y su autor se citan también en un episodio de la sitcom The Big Bang Theory (temporada 5, episodio 7)

## Parque de atracciones temático

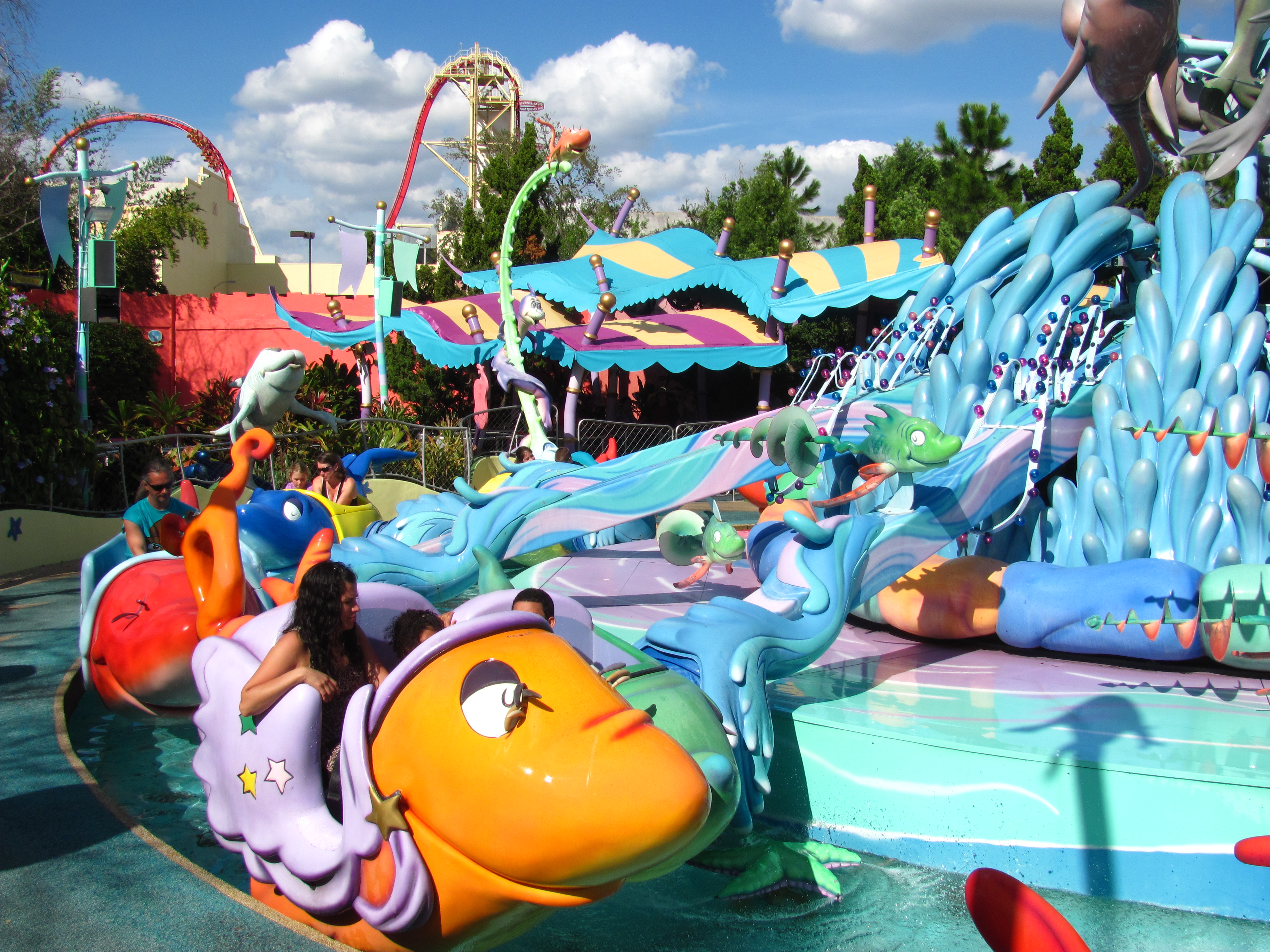
La atracción que lleva el nombre del libro en Seuss Landing

El libro fue la base de una atracción de un parque temático localizado en Orlando, Florida, que forma parte del complejo Universal Orlando Resort, llamado Islands of Adventure en el área Seuss Landing del parque, llamada Un pez, dos peces, pez rojo, pez azul. 
En la atracción hay jinetes al entrar en vehículos (basados en varios peces de colores del libro), y se debe seguir las instrucciones dadas en el viaje para no mojarse. Sin embargo, en los días en que es demasiado frío, el paseo funcionará sin el agua. 